# Vittorio Grigolo
Vittorio Grigolo (19 de fevereiro de 1977, Arezzo, Itália), conhecido também apenas como Vittorio, é um cantor, compositor e tenor italiano de Ópera.

## Discografia

### Álbuns
- 2006: In the Hands of Love
- 2007: Westside Story
- 2010: The Italian Tenor

## Prêmios
| Ano  | Prêmio                         | Categoria                  | Indicação            | Resultado |
| ---- | ------------------------------ | -------------------------- | -------------------- | --------- |
| 2007 | European Border Breakers Award | Melhor álbum               | In the Hands of Love | Venceu    |
| 2007 | Capri Exploit Music Award      | Melhor cantor              | Vittorio Grigolo     | Venceu    |
| 2008 | Grammy Award                   | Melhor Álbum de um Musical | West Side Story      | Indicado  |